# Conchifera
Sous-embranchement
Classes de rang inférieur
- Bivalvia
- Cephalopoda
- Gastropoda
- Monoplacophora
- Scaphopoda

Classification phylogénétique
- mollusques
  - solénogastres
  - caudofovéates
  - eumollusques
    - polyplacophores
    - conchifères
      - monoplacophores
      - ganglioneures
        - viscéroconques
          - gastéropodes
          - céphalopodes

        - diasomes
          - bivalves
          - scaphopodes

Les Conchifères /kɔ̃kifɛʁ/ (Conchifera) sont un sous-embranchement des mollusques regroupant les mollusques possédant une coquille d'une seule pièce au moins à l'état larvaire. À ce titre, les conchifères regroupent l'ensemble des eumollusques à l'exception des polyplacophores, des solenogastres et des caudofovéates

## Historique
Jusqu'à il y a environ 200 ans, les conchifères formaient un groupe d'animaux distinct des mollusques qui ne comptaient à l'époque que les animaux à corps mous sans coquille. À la suite d'études plus poussées de leurs anatomies les conchifères ont donc été classés parmi les mollusques.
Attention : Le nom Conchifera Lamarck, 1818 est un synonyme pour la classe des bivalves.